# Élisabeth - Ils sont tous nos enfants
Élisabeth - Ils sont tous nos enfants è un film per la televisione del 2000 diretto da Pasquale Squitieri, con protagonisti Claudia Cardinale e Jean-Claude Brialy.

## Trama
La Dottoressa Claude Barde, psicologa in carriera, tenta di aiutare con ogni mezzo a sua disposizione l'adolescente Elisabeth Roux di 13 anni, ribelle e con un trascorso familiare molto difficile, cercando di far ricostruire nella giovane la propria personalità a seguito di una violenza subita da essa.